# Décennie 1630 en arts plastiques
Chronologie des arts plastiques
Années 1620 - Années 1630 - Années 1640
Cet article concerne les années 1630 en arts plastiques.

## Événements
- 1631 : Rembrandt quitte Leyde pour Amsterdam et devient le peintre en chef de l'atelier du marchand d'art Hendrick van Uylenburgh[1].
- Avril 1632 :  Antoine van Dyck s'installe à Londres ; le 5 juillet 1632 il reçoit le titre de chevalier et devient le peintre principal en ordinaire de Charles Ier d'Angleterre[2].
- 22 août 1633 : Mathieu Le Nain est reçu peintre ordinaire de la ville de Paris[3].
- 12 décembre 1634 :  Aubin Vouet et Jean Bertrand signent un contrat pour les peintures de la chapelle du château-Vieux de Saint-Germain-en-Laye[4].
- 1634-1635 : Philippe IV d'Espagne commande vingt-quatre grands paysages pour la décoration du palais du Buen Retiro à Madrid à différents artistes romains dont Claude Lorrain, Nicolas Poussin, Herman van Swanevelt, Jan Both, Gaspard Dughet et Jean Lemaire. Claude Lorrain fournit plusieurs toiles dont l’enterrement de sainte Séraphie et l’Embarquement de sainte Paule, Paysage avec sainte María de Cervelló entre 1636 et 1638[5].
- 1639 :  Georges de La Tour devient peintre ordinaire du roi de France[6].

## Réalisations
- 1630 : 
  - Visite du pape Nicolas V au tombeau de saint François, toile de La Hyre, sa première commande importante pour les capucins du Marais à Paris[7].
  - La Forge de Vulcain, toile de Vélasquez[8].
  - Le Martyre de saint Barthélemy, toile de Ribera[9].
- 1630-1631 : La Peste d'Asdod, toile de Nicolas Poussin[10].
- 1630-1635 : décoration du Palais-Cardinal par Philippe de Champaigne et Simon Vouet qui réalisent les vingt-cinq portraits en pied de la galerie des hommes illustres[11].
- Vers 1630-1635 : Zurbarán réalise le cycle de la chartreuse de Las Cuevas à Triana (près de Séville) dont le Saint Hugues au réfectoire des Chartreux et peint le retable de la chapelle San Pedro à la Cathédrale de Séville[12].

- 1631 : Le Siège de La Rochelle par Louis XIII et Le Pas de Suze forcé par Louis XIII, toiles de Claude Lorrain[13].
- 16 janvier 1632 : Rembrandt assiste à La Leçon d'anatomie du docteur Tulp[14].
- 11 mai 1632 : les frères Le Nain obtiennent la commande du portrait collectif de la grande salle de l’hôtel de Ville à Paris ; vers cette même année, ils obtiennent celle du décor de la chapelle de la vierge à l’église du couvent des Petits-Augustins[3].
- Vers 1632-1633 : Vélasquez peint le portrait de Philippe IV en costume de chasseur[8].
- Vers 1632-1635[15] et vers 1638[16] : Pierre-Paul Rubens peint deux versions du Jugement de Pâris.

- 1633 : 
  - Citrons, oranges et rose, nature morte de Zurbarán[17].
  - Réunion des officiers et sous-officiers du corps des archers de Saint-Adrien, portrait collectif de Frans Hals[18].
  - Les Misères et les malheurs de la Guerre, recueil de gravures de Jacques Callot[19].
  - Le Bernin achève le baldaquin de bronze de Saint-Pierre de Rome[20].
  - La Charité, toile de Jacques Blanchard[21].
  - Portrait de Saskia de profil, de Rembrandt[22].
- 1633-1639 :  Pierre de Cortone peint le Triomphe de la Divine Providence, fresque monumentale du plafond du palais Barberini[23].
- Mai 1634 : Richelieu commande à Pierre II Biard l'effigie de la statue équestre de Louis XIII sur la place royale (place des Vosges), inaugurée le 1er septembre 1639 et détruite en 1792[24]. Le cheval de bronze est un travail de Daniele da Volterra et de Jean de Bologne terminé en 1567 pour une statue d'Henri II commandée par Catherine de Médicis[25].
- 1634 : 
  - Réception du duc de Longueville dans l’ordre du Saint-Esprit, toile de Philippe de Champaigne[26].
  - Portrait de Saskia en Flore, de Rembrandt[22].
- 1634-1635 :
  - Velasquez peint La Reddition de Bréda[8].
  - L’Adoration du Veau d’or, toile de Poussin[27].
- 1634-1635 et 1637-1638 : Poussin peint deux versions de l'Enlèvement des Sabines[28].
- 1635 : 
  - Philippe de Champaigne peint le Portrait de Richelieu[29].
  - L’Immaculée Conception, centre du Retable des Augustins récollets de Monterrey de Salamanque de Ribera[9].

- Vers 1635 : 
  - Van Dyck peint le Triple portrait de Charles Ier[23], Charles Ier à la chasse et un autoportrait en compagnie de son protecteur, Sir Endymion Porter et Antoine van Dyck[30].
  - Le Tricheur à l'as de carreau, de Georges de La Tour[23].

- 1636 : 
  - Le Bernin sculpte le Buste de Charles Ier d'Angleterre, détruit en 1698[31].
  - Samson aveuglé par les Philistins, toile de Rembrandt[32].
- Vers 1636-1638 : Rembrandt peint Le Festin de Balthazar[33].
- Juillet 1637 : Pietro de Cortone commence la décoration de la salle d'étude du palais Pitti de Florence par un cycle de quatre fresques décrivant Les Quatre Âges de l'homme[34].
- 1637 : Salomé recevant la tête de saint Jean-Baptiste, toile du Guerchin[35].
- 1637-1639 : Zurbarán entreprend une suite de peintures commandée par les moines de la chartreuse de Jerez de la Frontera, dont l’Annonciation (1638), La Circoncision, la Nativité, l’Épiphanie[12].
- Vers 1637-1638 : Le Sueur travaille à huit tableaux illustrant Le songe de Poliphile de Francesco Colonna[36].

- 1638-1639 : deuxième version des Bergers d’Arcadie, toile de Nicolas Poussin[37],[23].
- 1638-1640 : Vierge remettant le rosaire à saint Dominique , première œuvre connue Murillo peinte pour le Palais archiépiscopal de Séville[38].
- 2 mars 1639 : Zurbarán reçoit la commande pour un ensemble de peintures au couvent des Hiéronymites de Guadalupe[39].
- 1639 :
  - Le Martyre de saint Philippe et Le Songe de Jacob, toiles de Ribera[40].
  - Officiers et sous-officiers du corps des archers de Saint-Georges, portrait collectif de Frans Hals[18].
  - le peintre français Claude Lorrain peint quatre tableaux commandés par le pape Urbain VIII : la Fête villageoise, le Port de mer au soleil couchant, la Vue de Castel Gandolfo et le Port de Marinella[41].

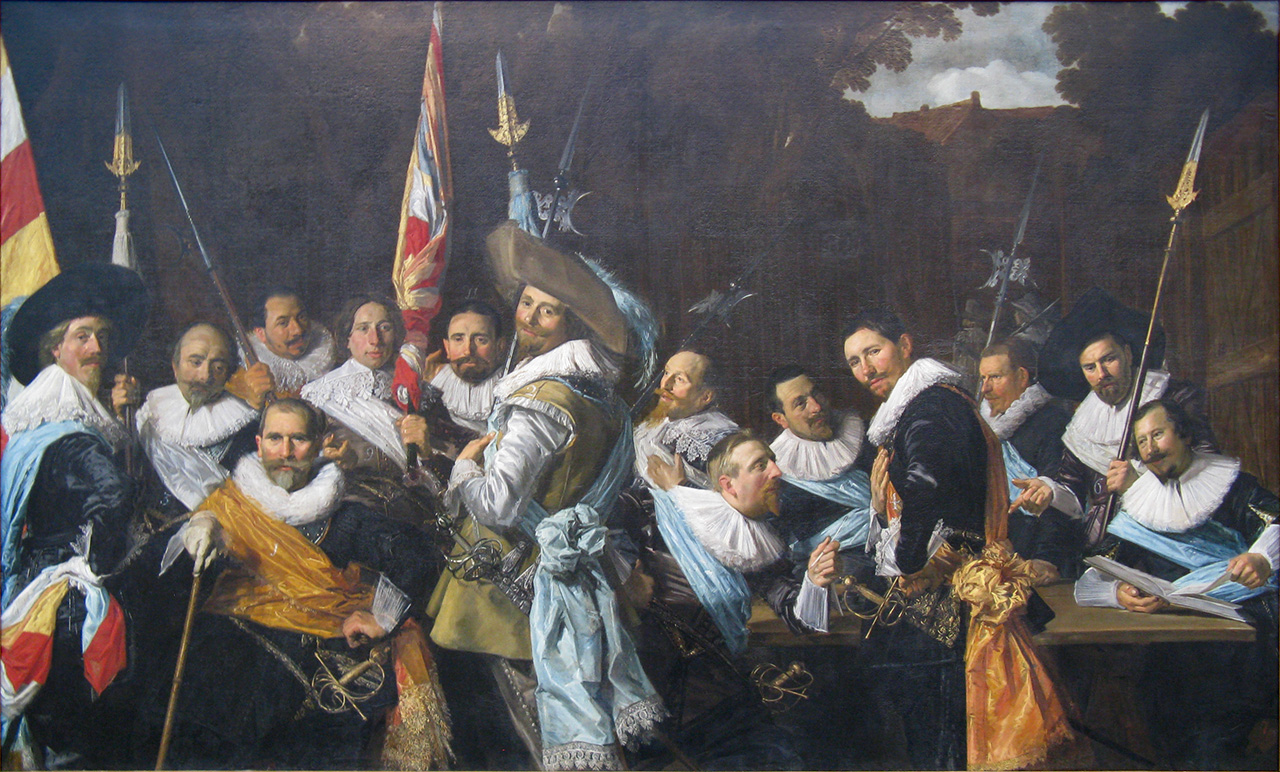
Réunion des officiers et sous-officiers du corps des archers de Saint-Adrien, Frans Hals
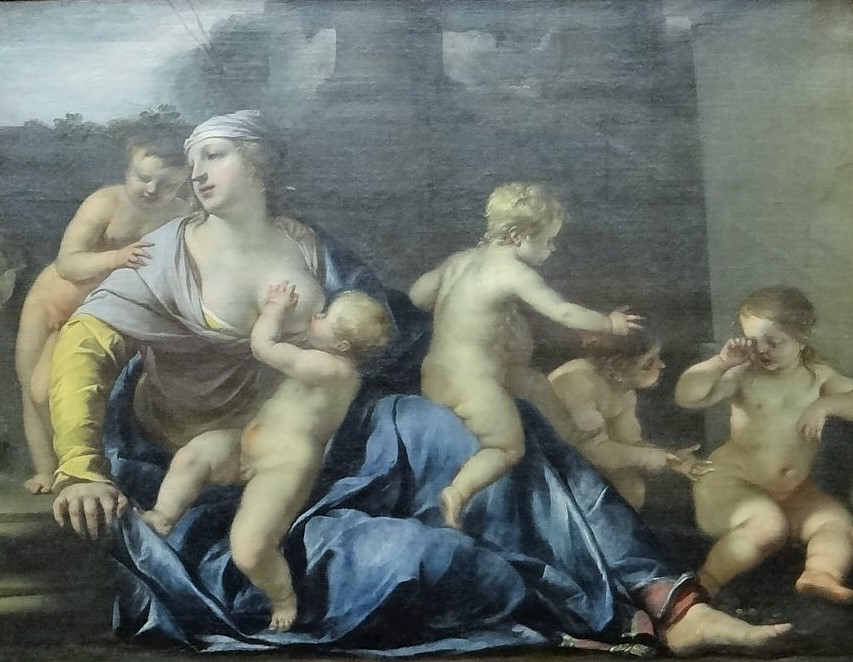
La Charité, Jacques Blanchard, 1633
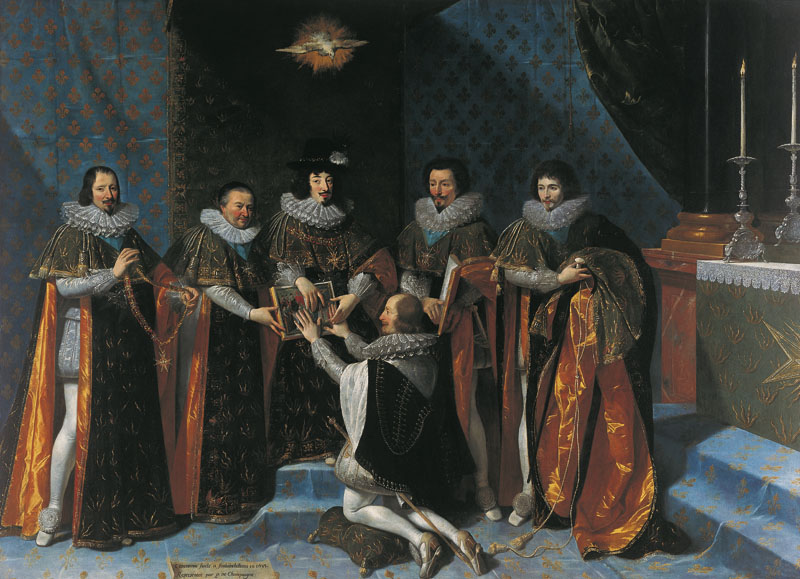
Réception du duc de Longueville dans l’ordre du Saint-Esprit, Philippe de Champaigne
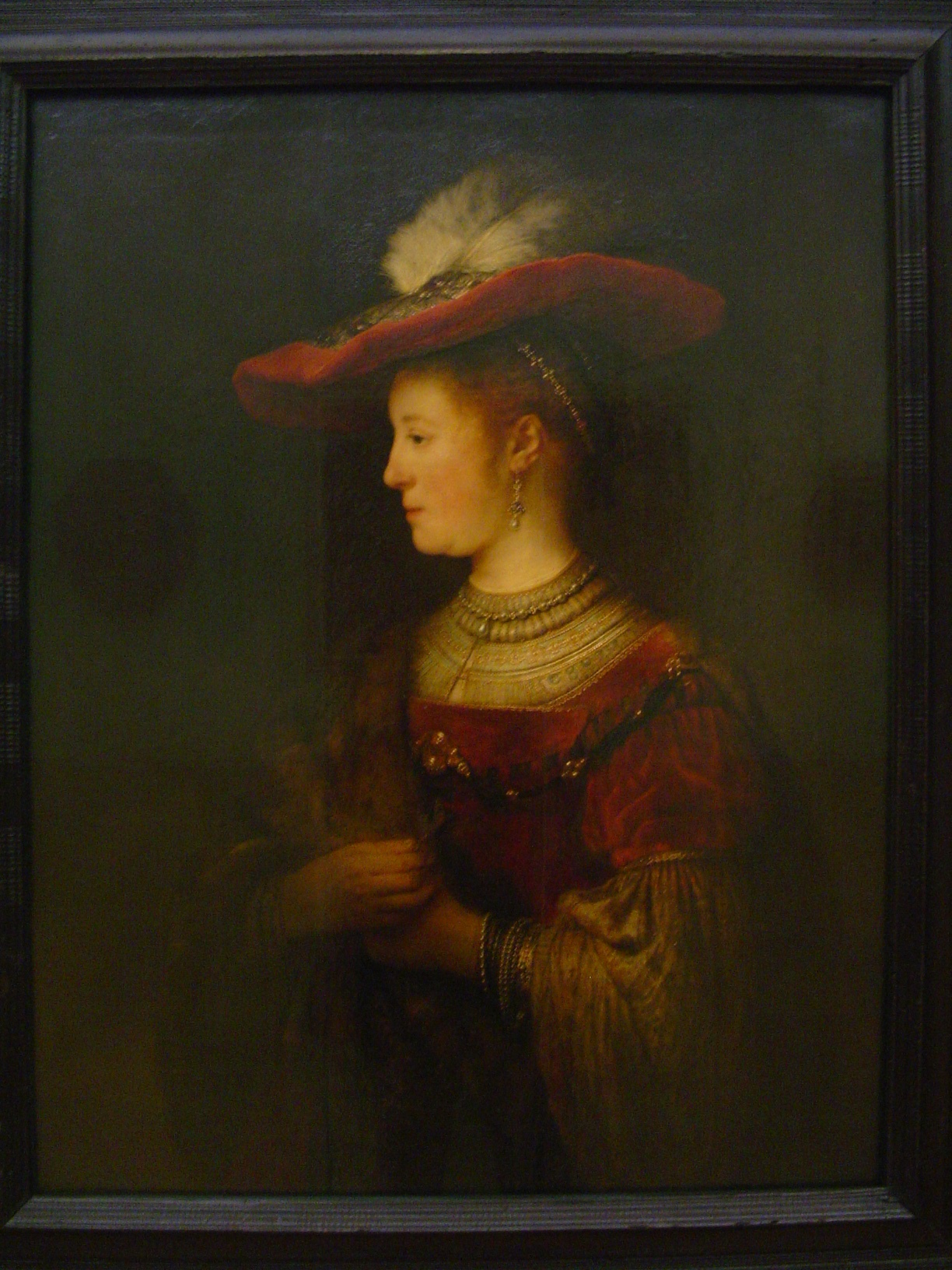
Portrait de Saskia de profil, de Rembrandt.
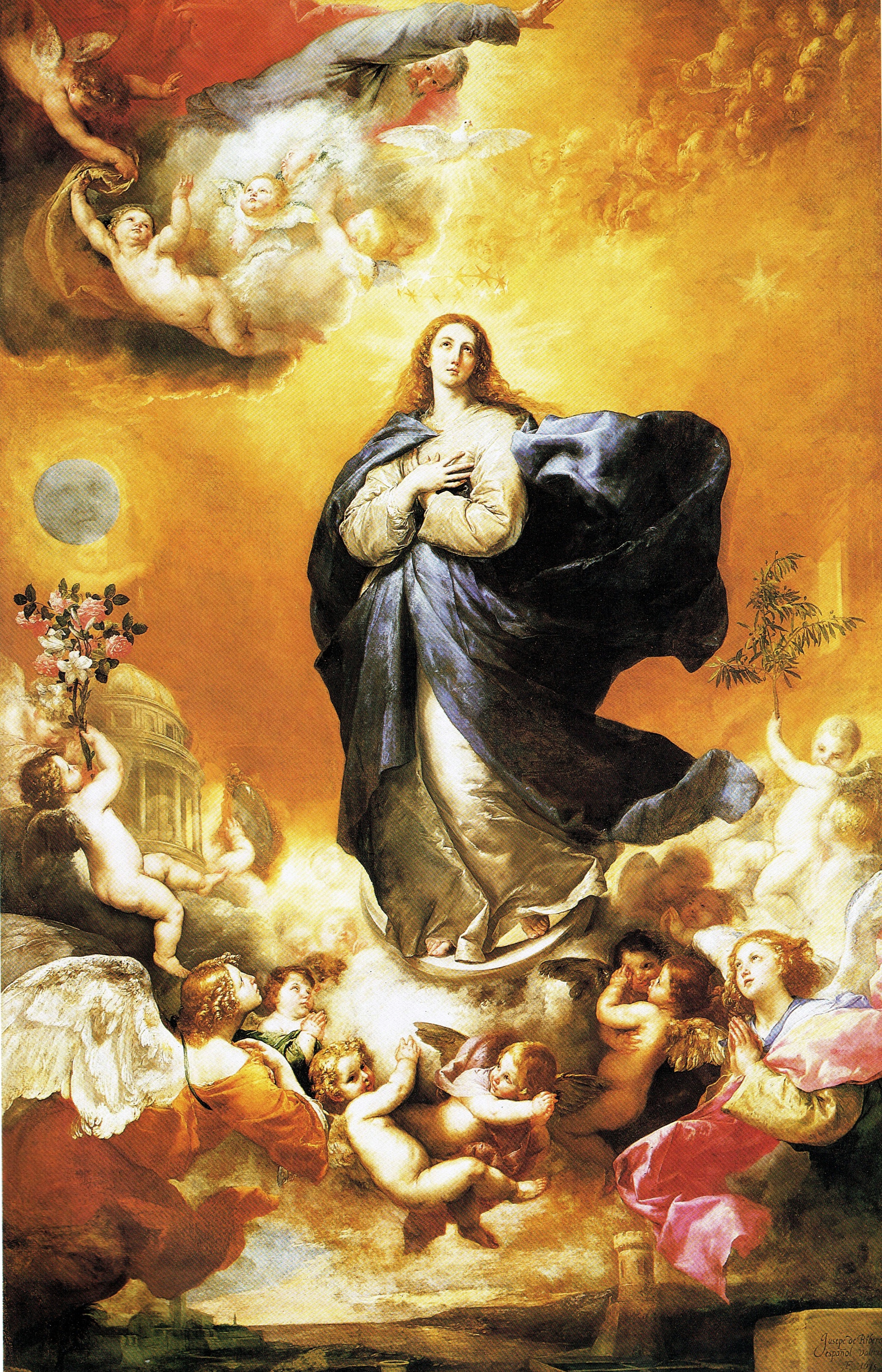
L’Immaculée Conception, José de Ribera.
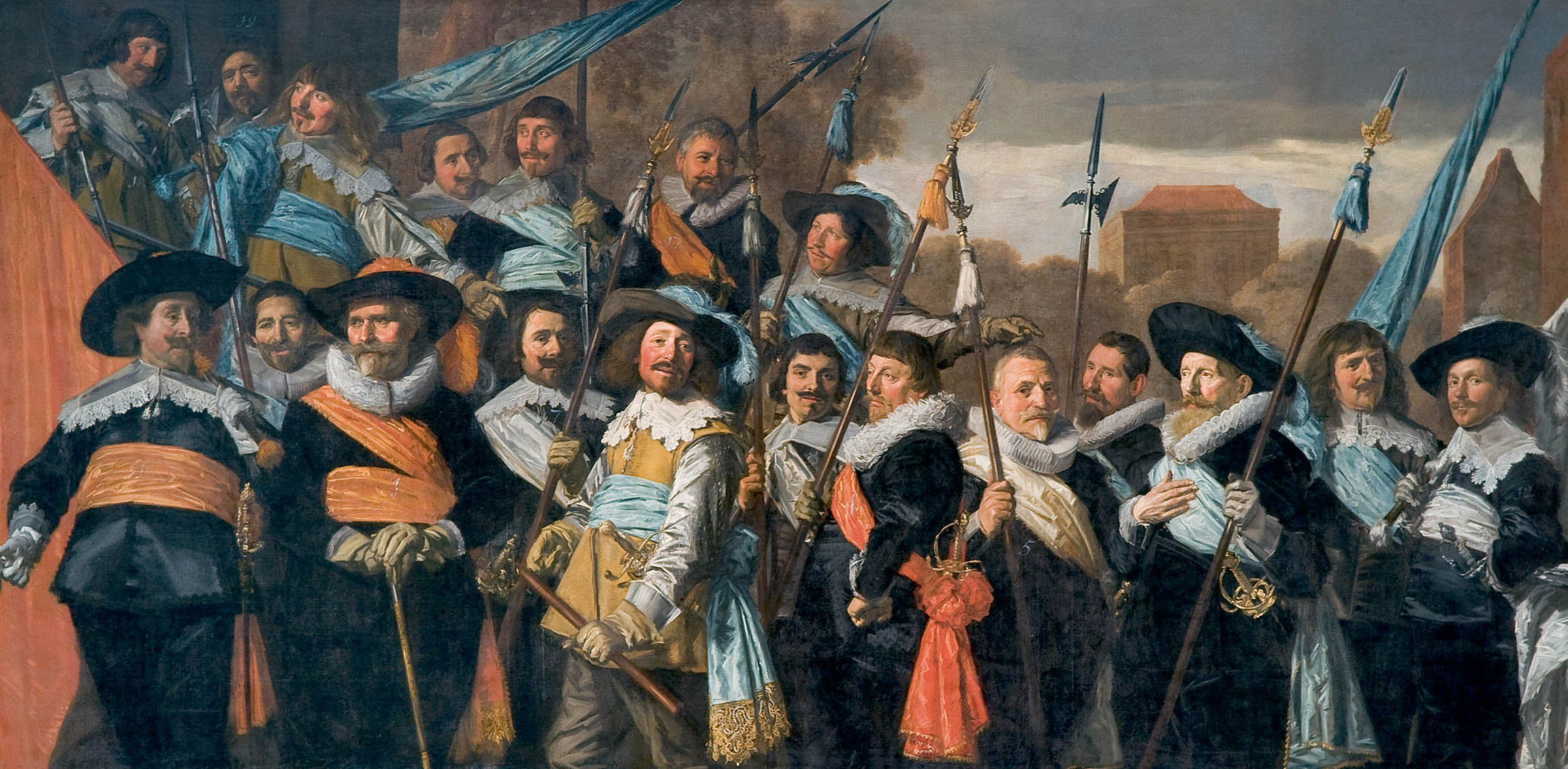
'Officiers et sous-officiers du corps des archers de Saint-Georges, Frans Hals
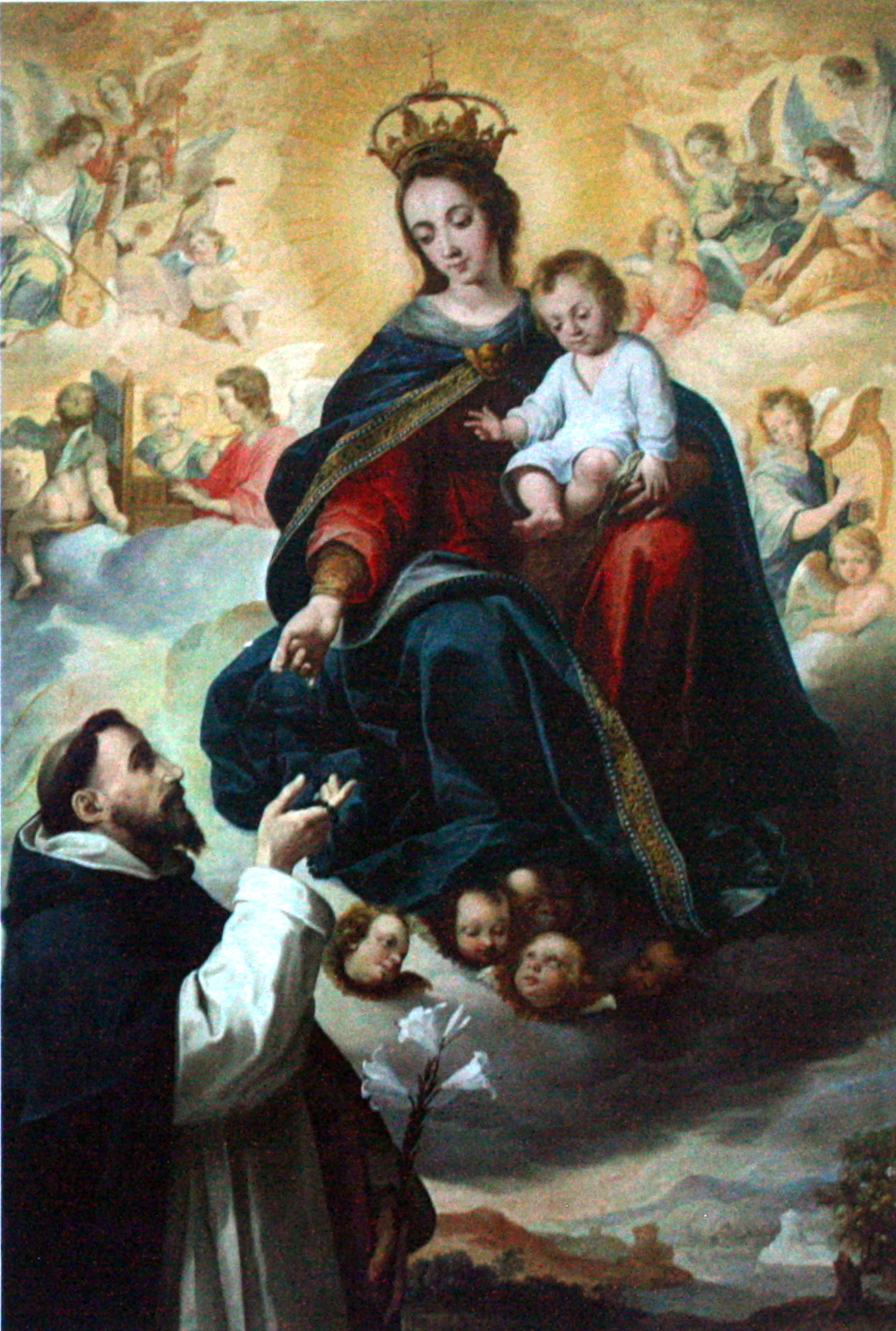
Vierge au rosaire, Murillo